# Lista de treinadores do Chelsea Football Club

## Treinadores
| Nome                | País             | Entrada                 | Saída                   | J   | V   | E   | D   | GF   | GC   | Vit% | Conquistas | Nata   |
| ------------------- | ---------------- | ----------------------- | ----------------------- | --- | --- | --- | --- | ---- | ---- | ---- | --- | ------ |
| John Tait Robertson | Escócia          | 1 de agosto de 1905     | 27 de novembro de 1906  | 54  | 33  | 10  | 11  | 126  | 57   | 61%  | - | [ 1 ]  |
| William Lewis       | Inglaterra       | 27 de novembro de 1906  | 1 de agosto de 1907     | 27  | 17  | 5   | 5   | 54   | 25   | 63%  | - | -      |
| David Calderhead    | Escócia          | 1 de agosto de 1907     | 8 de maio de 1933       | 966 | 385 | 239 | 342 | 1376 | 1305 | 40%  | - | [ 2 ]  |
| Leslie Knighton     | Inglaterra       | 8 de maio de 1933       | 19 de abril 1939        | 269 | 92  | 69  | 108 | 419  | 446  | 34%  | - | [ 3 ]  |
| Billy Birrell       | Escócia          | 19 de abril 1939        | 31 de maio 1952         | 293 | 97  | 77  | 119 | 410  | 462  | 33%  | - | [ 4 ]  |
| Ted Drake           | Inglaterra       | 1 de junho de 1952      | 30 de setembro de 1961  | 426 | 156 | 103 | 167 | 771  | 772  | 37%  | Premier League (1955), Supercopa da Inglaterra (1955)                                                                                            | [ 5 ]  |
| Tommy Docherty      | Escócia          | 1 de outubro de 1961    | 6 de outubro de 1967    | 303 | 142 | 65  | 96  | 526  | 422  | 47%  | Copa da Liga Inglesa (1965) | [ 6 ]  |
| Dave Sexton         | Inglaterra       | 23 de outubro de 1967   | 3 de outubro de 1974    | 371 | 164 | 107 | 100 | 569  | 430  | 44%  | Copa da Inglaterra (1970), Recopa Europeia da UEFA (1971)                                                                                        | [ 7 ]  |
| Ron Suart           | Inglaterra       | 3 de outubro de 1974    | 16 de abril de 1975     | 34  | 8   | 12  | 14  | 38   | 62   | 24%  | - | [ 8 ]  |
| Eddie McCreadie     | Escócia          | 16 de abril de 1975     | 1 de julho de 1977      | 97  | 37  | 33  | 27  | 141  | 133  | 38%  | - | [ 9 ]  |
| Ken Shellito        | Inglaterra       | 7 de julho de 1977      | 13 de dezembro de 1978  | 66  | 15  | 19  | 32  | 77   | 115  | 23%  | - | [ 10 ] |
| Danny Blanchflower  | Irlanda do Norte | 14 de dezembro de 1978  | 11 de setembro de 1979  | 32  | 5   | 8   | 19  | 34   | 68   | 16%  | - | [ 11 ] |
| Geoff Hurst         | Inglaterra       | 13 de setembro de 1979  | 23 de abril de 1981     | 81  | 35  | 19  | 29  | 108  | 89   | 42%  | - | [ 12 ] |
| Bobby Gould         | Inglaterra       | 23 de abril de 1981     | 25 de maio de 1981      | 2   | 0   | 0   | 2   | 0    | 5    | 0%   | - | [ 13 ] |
| John Neal           | Inglaterra       | 28 de maio de 1981      | 11 de junho de 1985     | 203 | 84  | 61  | 58  | 326  | 253  | 41%  | EFL Championship (1984) | [ 14 ] |
| John Hollins        | Inglaterra       | 11 de junho de 1985     | 6 de março de 1988      | 145 | 56  | 38  | 51  | 199  | 217  | 39%  | Copa de Membros Ingleses (1986) | [ 15 ] |
| Bobby Campbell      | Inglaterra       | 6 de março de 1988      | 12 de maio de 1991      | 165 | 77  | 47  | 41  | 287  | 233  | 47%  | EFL Championship (1989), Copa de Membros Ingleses (1990)                                                                                         | [ 16 ] |
| Ian Porterfield     | Escócia          | 11 de junho de 1991     | 15 de fevereiro de 1993 | 90  | 31  | 28  | 31  | 106  | 119  | 34%  | - | [ 17 ] |
| David Webb          | Inglaterra       | 15 de fevereiro de 1993 | 11 de maio de 1993      | 13  | 5   | 4   | 4   | 19   | 18   | 38%  | - | [ 18 ] |
| Glenn Hoddle        | Inglaterra       | 4 de junho de 1993      | 10 de maio 1996         | 157 | 53  | 54  | 50  | 192  | 182  | 34%  | - | [ 19 ] |
| Ruud Gullit         | Países Baixos    | 10 de maio de 1996      | 12 de fevereiro de 1998 | 83  | 41  | 18  | 24  | 157  | 109  | 49%  | Copa da Inglaterra (1997) | [ 20 ] |
| Gianluca Vialli     | Itália           | 12 de fevereiro de 1998 | 12 de setembro de 2000  | 143 | 76  | 38  | 29  | 223  | 123  | 53%  | Copa da Liga Inglesa (1998), Recopa Europeia da UEFA (1998), Supercopa da UEFA (1998), Copa da Inglaterra (2000), Supercopa da Inglaterra (2000) | [ 21 ] |
| Graham Rix          | Inglaterra       | 13 de setembro de 2000  | 17 de setembro de 2000  | 2   | 1   | 0   | 1   | 1    | 2    | 50%  | - | [ 22 ] |
| Claudio Ranieri     | Itália           | 17 de setembro de 2000  | 31 de maio de 2004      | 199 | 107 | 46  | 46  | 358  | 197  | 54%  | - | [ 23 ] |
| José Mourinho       | Portugal         | 2 de junho de 2004      | 19 de setembro de 2007  | 185 | 124 | 40  | 21  | 330  | 119  | 67%  | Copa da Liga Inglesa (2005 e 2007), Premier League (2005 e 2006), Supercopa da Inglaterra (2005), Copa da Inglaterra (2007)                      | [ 24 ] |
| Avram Grant         | Israel           | 20 de setembro de 2007  | 24 de maio de 2008      | 54  | 36  | 135 | 5   | 97   | 36   | 67%  | - | [ 25 ] |
| Luiz Felipe Scolari | Brasil           | 1 de julho de 2008      | 9 de fevereiro de 2009  | 36  | 20  | 11  | 5   | 66   | 24   | 56%  | - | [ 26 ] |
| Ray Wilkins         | Inglaterra       | 9 Fevereiro 2009        | 15 Fevereiro 2009       | 1   | 1   | 0   | 0   | 3    | 1    | 100% | - | [ 27 ] |
| Guus Hiddink        | Países Baixos    | 16 de fevereiro de 2009 | 30 de maio de 2009      | 22  | 16  | 5   | 1   | 41   | 19   | 73%  | Copa da Inglaterra (2009) | [ 28 ] |
| Carlo Ancelotti     | Itália           | 1 de junho de 2009      | 22 de maio de 2011      | 109 | 67  | 20  | 22  | 241  | 94   | 61%  | Supercopa da Inglaterra (2009), Premier League (2010), Copa da Inglaterra (2010)                                                                 |        |
| André Villas Boas   | Portugal         | 22 de junho de 2011     | 4 de março de 2012      | 40  | 19  | 11  | 10  | 69   | 43   | 48%  | - |        |
| Roberto Di Matteo   | Itália           | 4 de março de 2012      | 21 de novembro de 2012  | 42  | 24  | 9   | 9   | 43   | 23   | 57%  | Copa da Inglaterra (2012), Liga dos Campeões da UEFA (2012)                                                                                      |        |
| Rafa Benítez        | Espanha          | 21 de novembro de 2012  | 27 de maio de 2013      | 48  | 28  | 10  | 10  | 99   | 48   | 58%  | Liga Europa da UEFA (2013) |        |
| José Mourinho       | Portugal         | 3 de junho de 2013      | 17 de dezembro de 2015  | 136 | 80  | 29  | 27  | 245  | 121  | 59%  | Copa da Liga Inglesa (2015), Premier League (2015)                                                                                               |        |
| Steve Holland       | Inglaterra       | 17 de dezembro de 2015  | 19 de dezembro de 2015  | 1   | 1   | 0   | 0   | 3    | 1    | 100% | - |        |
| Guus Hiddink        | Países Baixos    | 19 de dezembro de 2015  | 16 de maio de 2016      | 27  | 10  | 11  | 6   | 52   | 34   | 37%  | - |        |
| Antonio Conte       | Itália           | 3 de julho de 2016      | 13 de julho de 2018     | 106 | 69  | 17  | 20  | 212  | 102  | 65%  | Premier League (2017), Copa da Inglaterra (2018)                                                                                                 |        |
| Maurizio Sarri      | Itália           | 14 de julho de 2018     | 16 de junho de 2019     | 63  | 39  | 13  | 11  | 112  | 58   | 62%  | Liga Europa da UEFA (2019) |        |
| Frank Lampard       | Inglaterra       | 4 de julho de 2019      | 25 de janeiro de 2021   | 84  | 44  | 17  | 23  | 163  | 106  | 52%  | - |        |
| Thomas Tuchel       | Alemanha         | 26 de janeiro de 2021   | 7 de Setembro de 2022   | 100 | 60  | 24  | 16  | 168  | 77   | 60%  | Liga dos Campeões da UEFA (2021), Supercopa da UEFA (2021), Mundial de Clubes da FIFA (2021)                                                     |        |
| Graham Potter       | Inglaterra       | 8 de Setembro de 2022   | 2 de abril de 2023      | 31  | 12  | 8   | 11  | 33   | 31   | 38%  | - |        |
| Bruno Saltor Grau   | Espanha          | 2 de abril de 2023      | 6 de abril de 2023      | 1   | 0   | 1   | 0   | 0    | 0    | 0%   | - |        |
| Frank Lampard       | Inglaterra       | 6 de abril de 2023      | 30 de junho de 2023     | 11  | 1   | 2   | 8   | 9    | 21   | 9%   | - |        |
| Mauricio Pochettino | Argentina        | 1 de julho de 2023      | 21 de maio de 2024      | 51  | 26  | 11  | 14  | 103  | 74   | 51%  | - |        |
| Enzo Maresca        | Itália           | 3 de junho de 2024      | presente                | 0   | 0   | 0   | 0   | 0    | 0    | 0%   | - |        |